# Lockheed JetStar
Vous lisez un « bon article » labellisé en 2022.
Dimensions
Le Lockheed JetStar, aussi appelé L-1329 (désignation constructeur) ou C-140 (désignation militaire), est le premier avion d'affaires à réaction de l'histoire. Il a été produit par le constructeur américain Lockheed et mis en service en 1961. Il offre, pour la première fois, les équipements et le confort jusque-là connus uniquement dans des avions de ligne, sous le format d'un petit avion pour une dizaine de passagers.
Sa configuration aérodynamique est assez inhabituelle, avec quatre moteurs montés deux par deux à l'arrière du fuselage et une voilure très courte portant deux réservoirs carénés. Produit à 204 exemplaires, il a principalement été utilisé par le secteur privé, mais 16 JetStar ont été utilisés par l'US Air Force qui, via une spécification émise en 1956, a d'ailleurs considérablement influencé le développement du modèle. D'autres appareils ont été utilisés par des armées de l'air et des agences gouvernementales d'autres pays, principalement pour le transport diplomatique. L'évolution du modèle est principalement marquée par le remplacement des turboréacteurs simple flux d'origine par des turbofans plus économes et plus silencieux.
Bien qu'il ait marqué l'histoire aéronautique en inaugurant un nouveau segment de marché, et constitué un symbole de puissance pour ses riches utilisateurs dans les années 1960, le JetStar n'a pas été un très grand succès commercial. Il n'a d'ailleurs pas eu de successeur dans la gamme de Lockheed.

## Historique

### Spécifications UTC/UTX
En août 1956, l'US Air Force (USAF) émet des spécifications pour deux avions relativement petits, destinés à l'entrainement et au transport léger, et propulsés par des turboréacteurs. À cette date, ce mode de propulsion s'est déjà généralisé pour les chasseurs, puis pour les bombardiers, mais les avions de soutien sont encore des modèles à hélices. L'US Air Force spécifie, dans son document, deux types d'avions :
- UTX pour utility trainer experimental : un petit appareil biréacteur, pour deux pilotes et quatre passagers, avec une autonomie d'au moins 2 800 km, destiné avant tout à la formation.
- UCX pour utility cargo experimental : un avion nettement plus lourd, pour deux pilotes et huit à dix passagers, ou une charge cargo équivalente, et d'une autonomie d'au moins 4 000 km.

Il ne s'agit pas d'un appel d'offres. L'USAF ne finance pas le développement de ces avions, elle formule simplement son intérêt pour acheter des appareils répondant à ces critères s'ils sont disponibles.
Malgré l'absence d'engagement de l'USAF, ces spécifications attirent les constructeurs, car il est évident qu'un appareil réalisé pour répondre à cette demande pourra aussi s'imposer comme avion d'affaires. À l'époque, aucun avion d'affaires à réaction n'existe encore. De nombreuses entreprises américaines disposent d'avion à hélices pour les déplacements de leur direction : en 1953, 954 avions bimoteurs sont immatriculés pour les besoins d'affaire. Presque tous sont des avions conçus avant-guerre, notamment des Beechcraft Model 18 , des Lockheed L-10 Electra et des Douglas DC-3. Ces avions robustes ont cependant leurs limites : ils sont lents et bruyants, et leur cabine n'est pas pressurisée. La demande du marché pour un avion d'affaires à réaction, pressurisé et doté d'équipements modernes est évidente.
Plusieurs constructeurs s'intéressent au programme UTX, mais finalement, seul North American Aviation (NAA) mène son projet à bien, les avions rivaux proposés par Fairchild et McDonnell ne dépassant guère le stade de la planche à dessin. NAA avait entamé, dès 1952, le développement d'un petit avion de transport à réaction reprenant les ailes et l'empennage du chasseur F-86 Sabre. Ce programme est relancé et modifié, et devient le North American Sabreliner (le nom lui-même est choisi pour rappeler la parenté avec le F-86), dont le premier vol a lieu en 1958. Cet avion connait un vif succès, étant produit à un total de 800 exemplaires.
Deux avionneurs veulent répondre à la demande UCX : Lockheed avec son JetStar et McDonnell avec son Model 119, ce dernier ne dépassant pas le stade du prototype. Aussi bien Lockheed que North American partent sur une configuration biréacteur, en plaçant les réacteurs à l'arrière, de part et d'autre du fuselage, à l'image de la Caravelle qui a fait son premier vol en France en 1955. Lockheed compte utiliser deux réacteurs Bristol Siddeley Orpheus britanniques, et les prototypes (L-329 dans la désignation interne de Lockheed) volent avec ce moteur. Cependant, pour répondre à la demande de l'USAF il faut construire le réacteur aux États-Unis. Lockheed compte faire produire ce moteur par un motoriste américain, sous licence, mais les négociations avec Bristol échouent. L'avionneur cherche donc un autre moteur. Aucun réacteur américain équivalent à l'Orpheus n'étant disponible, il finit par modifier son projet : le JetStar devient quadriréacteur, utilisant le Pratt & Whitney J60, c'est-à-dire le réacteur du Sabreliner. Les réacteurs sont montés deux par deux, de chaque côté du fuselage.

### Carrière du JetStar
Ayant volé en 1957, le JetStar est souvent considéré comme le premier avion d'affaires à réaction. Certes, le Morane-Saulnier MS.760 Paris, conçu comme avion de liaison pour les militaires, qui a volé dès 1954, a été utilisé par quelques entrepreneurs dont Enrico Mattei qui a trouvé la mort dans le crash d'un avion de ce type. Néanmoins, le JetStar est le premier à correspondre à la définition usuelle du jet d'affaire, possédant une véritable cabine pressurisée où les passagers peuvent se tenir debout, et des équipements de sécurité et de navigation similaires à ceux d'un avion de ligne.
Le développement du JetStar et la construction des prototypes ont lieu dans les établissements Lockheed de Burbank en Californie. La production en série, elle, est effectuée sur un autre site, celui de Marietta en Géorgie.
Le JetStar vole en 1957, et entre en service en 1961. Il connaît un certain succès commercial initial. C'est néanmoins un avion extrêmement couteux, à l'achat et à l'utilisation, que seules les entreprises les plus puissantes peuvent acheter. Son prix d'achat en 1961 est de 1,35 million de dollars (
12 millions actuels).
Jacqueline Cochran est la première femme à traverser l’océan Atlantique aux commandes d’un avion à réaction. Partie de la Nouvelle-Orléans, elle atterrit à Hanovre à bord d’un JetStar le 22 avril 1962. Elle détiens alors la plus long distance en ligne droite dans un jet piloté par une femme avec 2 279 milles à partir de La Nouvelle-Orléans à un arrêt de ravitaillement à Gander.
Dans sa première version à réacteurs simple flux, le JetStar affiche une consommation de carburant d'environ 2 500 litres à l'heure de vol, très élevée même en relation à d'autres jets des années 1960.
Le JetStar doit vite lutter contre une prolifération de concurrents. En effet, nombre d'avionneurs lancent leurs propres jets d'affaires au cours des années 1960 :
- British Aerospace 125 (1962) ;
- Dassault Mystère 20 (1963) ;
- Learjet 23 (1963) puis 24 (1966) ;
- IAI Westwind (1963) ;
- Hamburger Flugzeugbau HFB 320 Hansajet (1964) ;
- Grumman Gulfstream II (1966) ;
- Cessna Citation I (1969).

Avec tous ces appareils disponibles, le marché devient très concurrentiel, et le JetStar est rapidement perçu comme un avion ancien. En mars 1965, Flying Magazine note que ces nouveaux appareils sont largement plus économiques à l'achat et à l'entretien que le JetStar (en partie parce qu'ils sont tous biréacteurs), lequel garde cependant un avantage avec sa cabine très spacieuse.
Il perd cet avantage avec l'apparition du Gulfstream II, légèrement plus grand. La production s'arrête en 1973 après 162 avions produits (plus les deux prototypes). Elle reprend en 1977, avec 40 appareils modernisés. Le modèle n'est pas remplacé, Lockheed, financièrement fragile à cette époque (échec commercial du L-1011 Tristar, dépassements de budget du C-5A Galaxy), se retire du marché des avions d'affaires.
Le dernier JetStar opérationnel (N313JS) a été retiré en décembre 2019 et est maintenant conservé au Aviation History & Technology Center (en) de Marietta, Géorgie. Cependant, en novembre et décembre 2020, les Jetstar II N700RM puis N710RM ont volé de Conroe, au Texas, au Crater Lake–Klamath Regional Airport (en). Ces avions particuliers seront démonté à Klamath Falls en Oregon. Leurs certificats de navigabilité expirent le 31 janvier 2024.

## Caractéristiques

### Motorisation

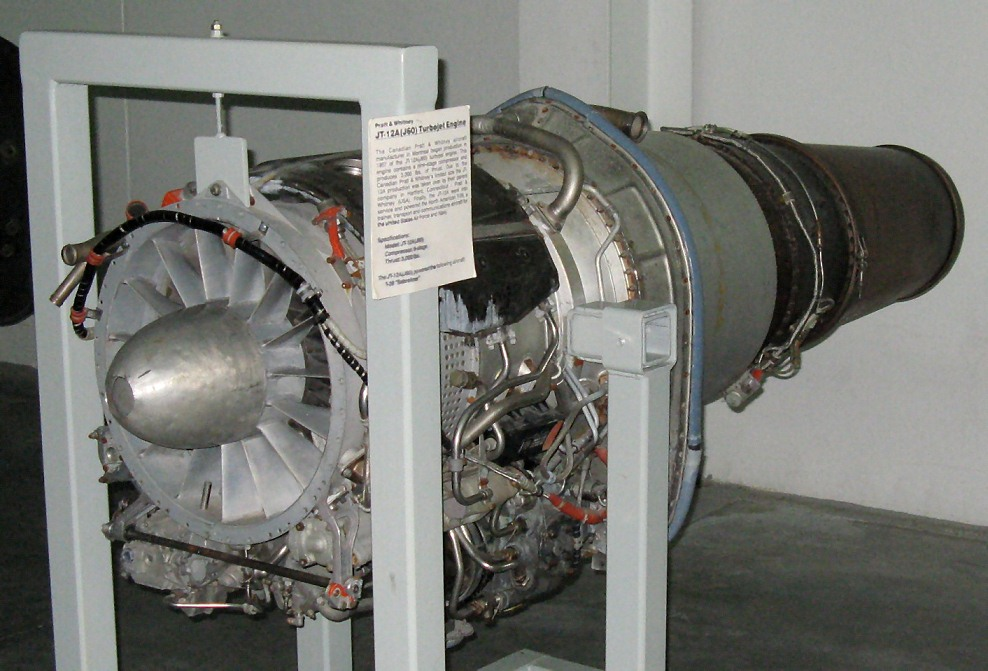
Le J60 : un réacteur léger, de conception simple.

Dans sa première version de série, le JetStar utilise quatre moteurs Pratt & Whitney J60 (désignation militaire), aussi appelés JT12 (désignation constructeur). Ce réacteur est de conception basique : il est à simple flux et monocorps. Sa première application est le Canadair CL-41 Tutor, avion d'entraînement. C'est un moteur très léger (200 kg) et compact. Cependant, sa consommation spécifique est très élevée, de même que son niveau de bruit, ce qui rend ce moteur complètement obsolète au tournant des années 1970.
Les quatre moteurs sont équipés d'inverseurs de poussée en forme de coquille, très efficaces. Leur performance, ainsi que celle des freins du train principal, est telle que les parachutes de freinage installés sur les premiers JetStar (en cas d'urgence) ont été jugés superflus et omis par la suite.

### Voilure

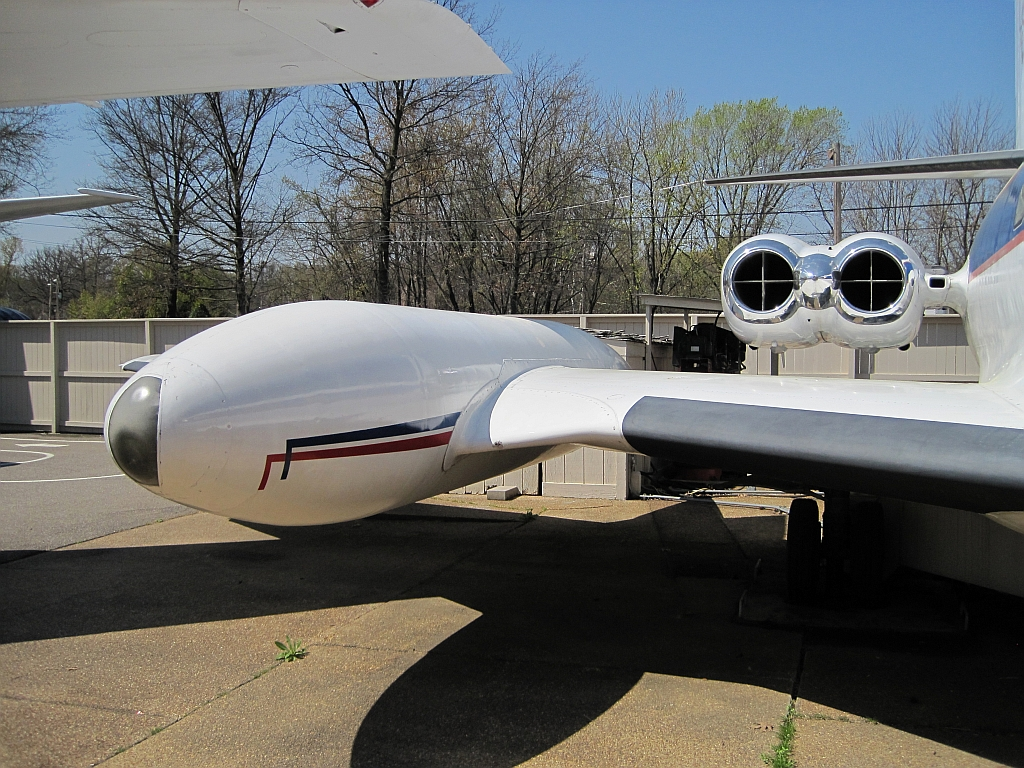
La partie noire correspond au système de dégivrage.

Les ailes ont une surface portante de 50,4 m2, l'allongement est assez faible, à 5,3. L'angle de flèche est de 30°, assez typique des jets civils. Le profil est de type NACA 63A1 12 à la base des ailes, NACA 63A309 à leur extrémité. L'épaisseur de l'aile est de 12 % de la corde à la base, 9 % à l'extrémité,.
L'aile présente un très léger dièdre positif (2°). Du point de vue de la mécanisation, on trouve des volets, de part et d'autre des réservoirs auxiliaires, et des becs basculants de bord d'attaque. Il n'y a pas de spoilers. Le dégivrage est de type pneumatique : des « boudins » en caoutchouc sont disposés le long du bord d'attaque des ailes, de la dérive et du plan stabilisateur, ils sont gonflés rapidement pour briser mécaniquement la glace accumulée.

### Systèmes de carburant
Le JetStar possède quatre réservoirs principaux de capacité égale, structurels, situés dans les ailes, totalisant 7 m3, auxquels s'ajoutent les deux réservoirs auxiliaires, placés dans les carénages à mi-longueur des ailes, et contenant à eux deux 4,5 m3. Ces réservoirs sont un ajout sur la version de série, absente des prototypes, répondant à la consommation des quatre réacteurs, plus élevée que celle de deux Orpheus,. Le carburant normalement utilisé est le Jet A. Chacun des quatre réservoirs principaux est relié à un réacteur par le biais d'une pompe actionnée mécaniquement par ce dernier. Il y a par ailleurs huit pompes électriques, qui permettent d'envoyer du carburant vers les réacteurs depuis les réservoirs auxiliaires (qui sont utilisés en priorité au début du vol) et d'un réservoir vers un autre (par exemple pour maintenir une répartition symétrique de poids en cas de panne d'un moteur).

### Cockpit

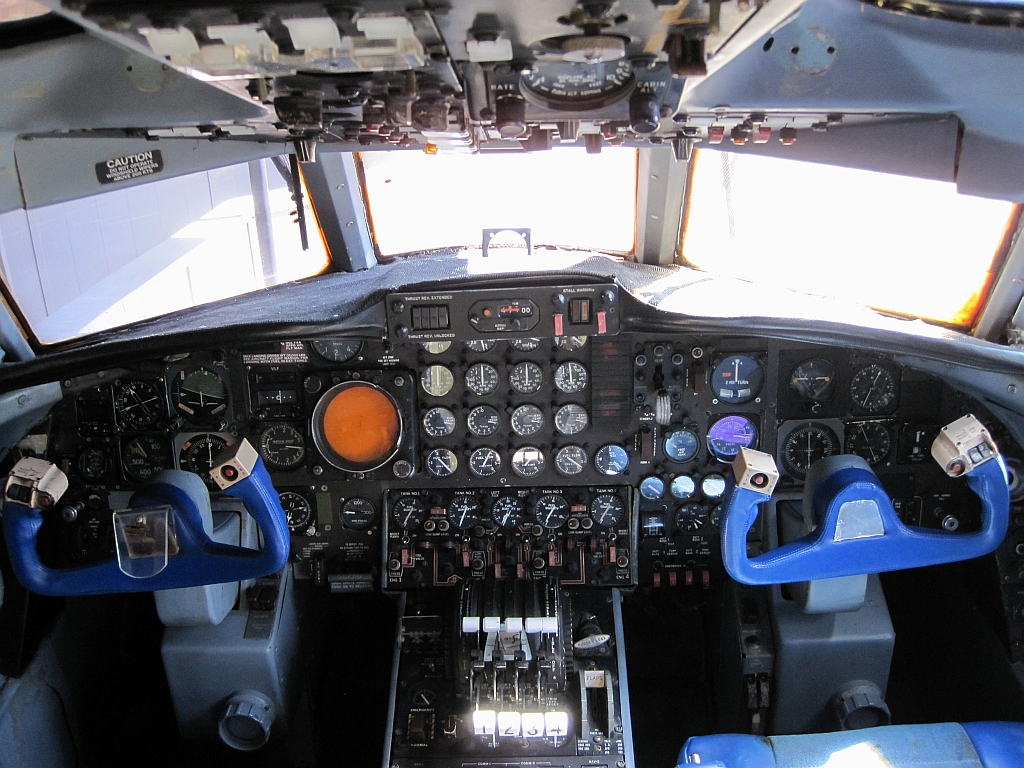
Poste de pilotage.

Le JetStar est conçu pour un équipage limité à un pilote et un copilote, contrairement aux grands avions civils à réaction de l'époque, comme le Boeing 707, qui nécessitaient aussi un mécanicien navigant. Le copilote remplit donc des fonctions habituellement attribuées à ce dernier, comme le fait de surveiller l'état des moteurs et des réserves de carburant.

### Cabine
La cabine a une longueur de 8,59 m, une hauteur sous plafond de 1,85 m et une largeur de 1,88 m. En configuration « affaires », elle est généralement aménagée pour transporter très confortablement huit personnes voire dix avec un petit peu moins d'espace. Les militaires ont fréquemment aménagé leurs JetStar pour quatorze personnes. À l'arrière, on trouve un emplacement pour les bagages et des toilettes,. Le différentiel de pression maximum entre la cabine et l'extérieur est de 61 kPa. L'aménagement de la cabine est réalisé par des sociétés tierces, selon la demande du client, et non chez Lockheed.

### Commandes de vol
Le mécanisme de compensation horizontale est inhabituel : il consiste à modifier l'assiette de l'ensemble de l'empennage (monté sur pivots). À la différence des autres commandes, la gouverne n'est pas assistée, ce qu'un pilote, en 1968, juge archaïque.

### Circuits électriques et hydrauliques
Le circuit électrique principal du JetStar fonctionne en courant continu sous une tension de 28 volts. Chaque moteur est associé à une machine électrique réversible, qui met en rotation le moteur au démarrage, puis fournit l'électricité de bord. Une seule génératrice suffit à alimenter les systèmes vitaux de l'avion. L'appareil est pourvu de deux batteries nickel-cadmium, ce qui lui permet de démarrer de façon autonome (sans alimentation au sol).
Le système hydraulique est actionné par deux pompes mécaniques reliées aux moteurs 1 et 4, et une pompe électrique de secours.

### Train d'atterrissage

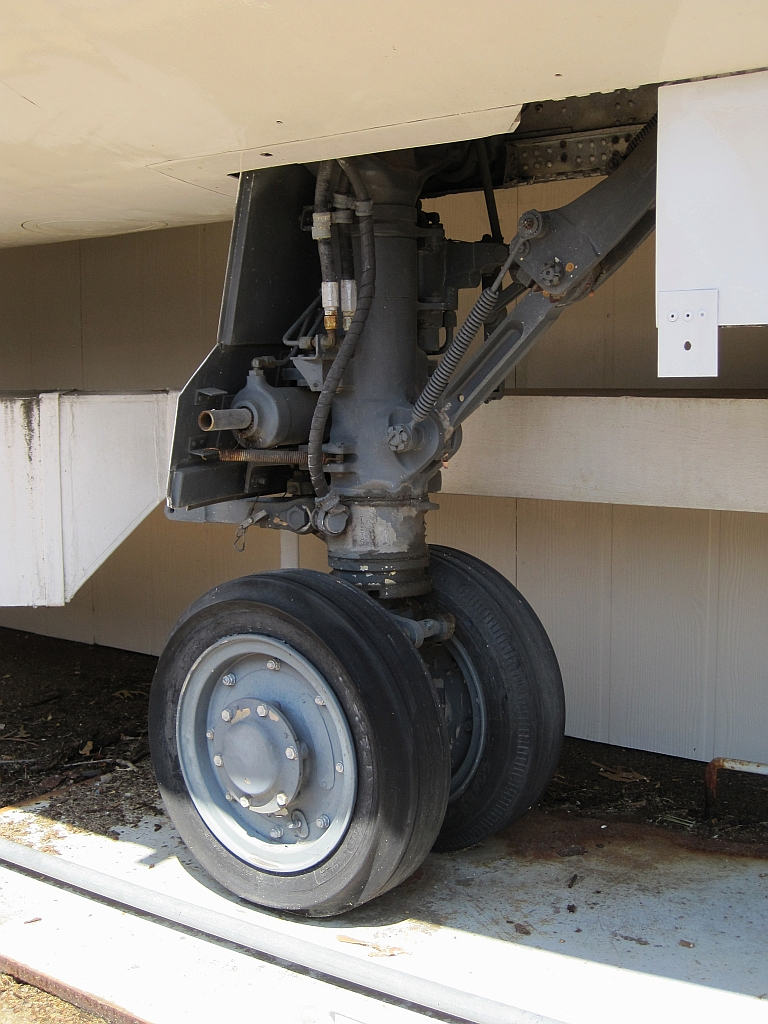
Train avant.

Le train d'atterrissage est de conception tricycle habituelle : deux jambes principales, situées légèrement en arrière du centre de gravité, soutiennent presque la totalité du poids de l'avion et une jambe sous le nez assure l'équilibre et les manœuvres au sol. La cinématique est la plus simple possible : chaque jambe comporte seulement deux éléments principaux, un amortisseur monté sur pivot et un vérin assurant le déploiement et le verrouillage. Le vérin, tout comme le système de direction du train avant, sont actionnés par le système hydraulique principal. Le prototype n'avait qu'une seule roue sur chaque jambe. À la suite d'un accident, les ingénieurs de Lockheed ont opté, pour les appareils de série, pour une solution plus prudente (et plus habituelle sur un avion de cette taille) en équipant chaque jambe de deux roues,.

## Versions

### JetStar I
La première version de série se démarque du prototype par la configuration quadriréacteur, le train d'atterrissage (deux roues à chaque jambe au lieu d'une), les réservoirs supplémentaires sur les ailes et un fuselage légèrement allongé. Les JetStar I sont répartis en deux sous-versions : « dash 6» et « dash 8 » selon le réacteur utilisé (respectivement JT12A-6 et JT12A-8).

### Modernisation «JetStar 731»

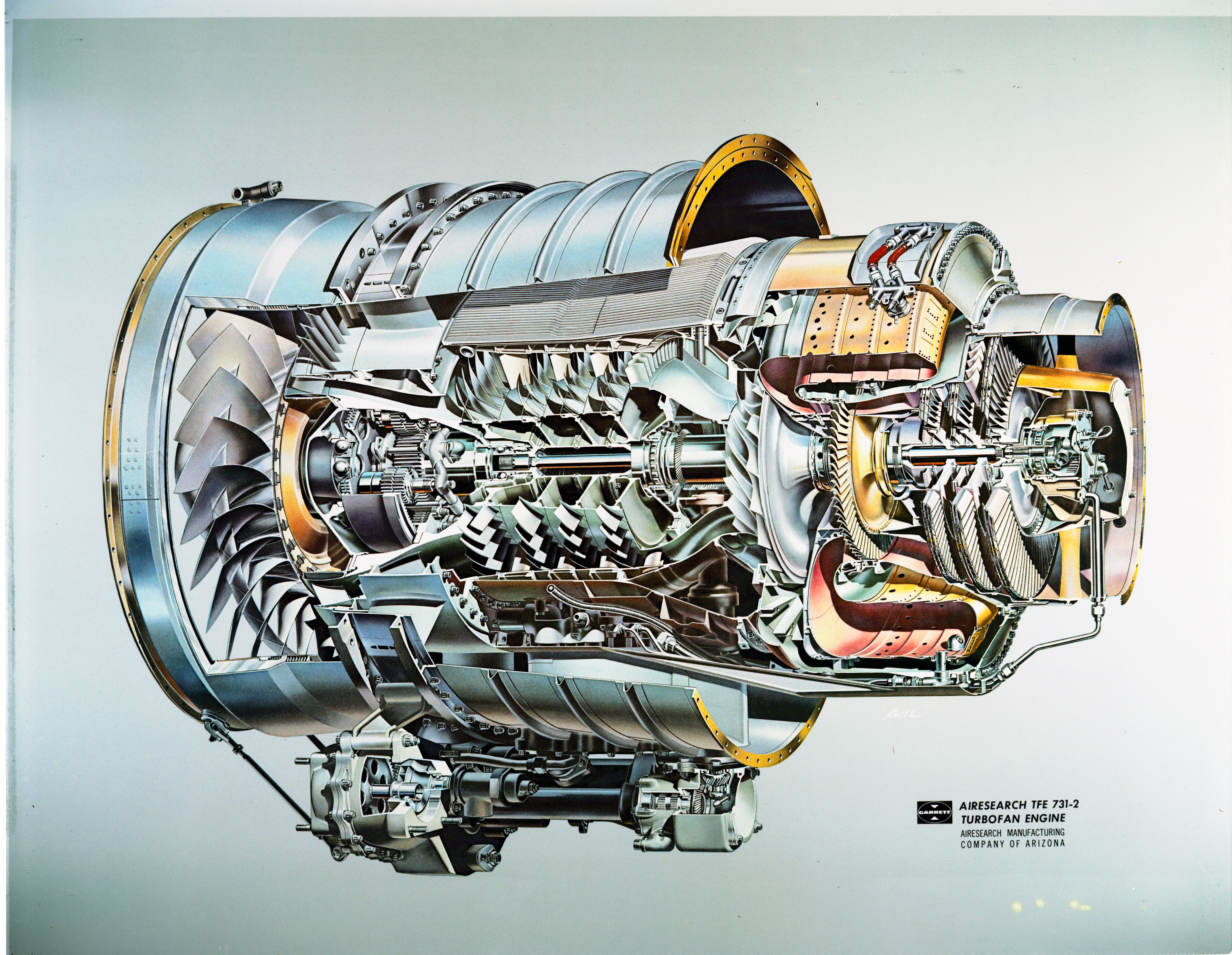
Ecorché du moteur TFE731.

Le JetStar devient vite obsolète, principalement à cause de ses réacteurs simple flux dont la consommation et le niveau de bruit sont très élevés. La production cesse en 1973. La société Garrett AiResearch, filiale du motoriste Garrett (racheté plus tard par Honeywell) propose alors une modernisation des JetStar existants, qui consiste principalement à les doter d'un nouveau moteur à double flux, à savoir son TFE731. Ce petit turbofan reprend les parties internes de la turbine TSCP700, développée comme groupe auxiliaire de puissance pour le McDonnell Douglas DC-10. Le réacteur TFE731 connait d'ailleurs un vif succès, équipant de nombreux avions d'affaires et quelques avions d'entraînement. Adapter ce moteur nécessite de nouvelles nacelles, car il a un diamètre beaucoup plus important que le JT12 : 100 cm contre 56. Cela pose plusieurs difficultés structurelles et aérodynamiques que Garrett AirReseach réussit à surmonter. Par ailleurs, à cette occasion, les réservoirs accrochés aux ailes sont remplacés. Les nouveaux réservoirs ont la même capacité mais sont situés entièrement sous l'aile et provoquent moins de traînée. La réduction de consommation qui en résulte est considérable. Sans augmentation de sa capacité en carburant, le JetStar re-motorisé voit son autonomie bondir de 2 890 à 4 450 km. Les performances, notamment la vitesse ascensionnelle, sont également améliorées et le bruit est réduit,,.
Cette modernisation est certifiée en juin 1976. Une soixantaine d'avions déjà construits ont été modernisés par AiResearch, cette version est appelée JetStar 731. La prestation est facturée 2,25 millions de dollars par avion modernisé, en 1977.
| Moteur                  | P&W J60 P-3 | Garett TFE731-3, |
| ----------------------- | ----------- | ---------------- |
| Longueur (mm)           | 1930        | 1270             |
| Diamètre (mm)           | 556         | 1000             |
| Masse (kg)              | 213         | 333              |
| Taux de dilution        | n/a         | 1.0              |
| Poussé décollage (kN)   | 13,5        | 16,5             |
| Consommation spécifique | 0,89        | 0,5              |

### Série JetStar II

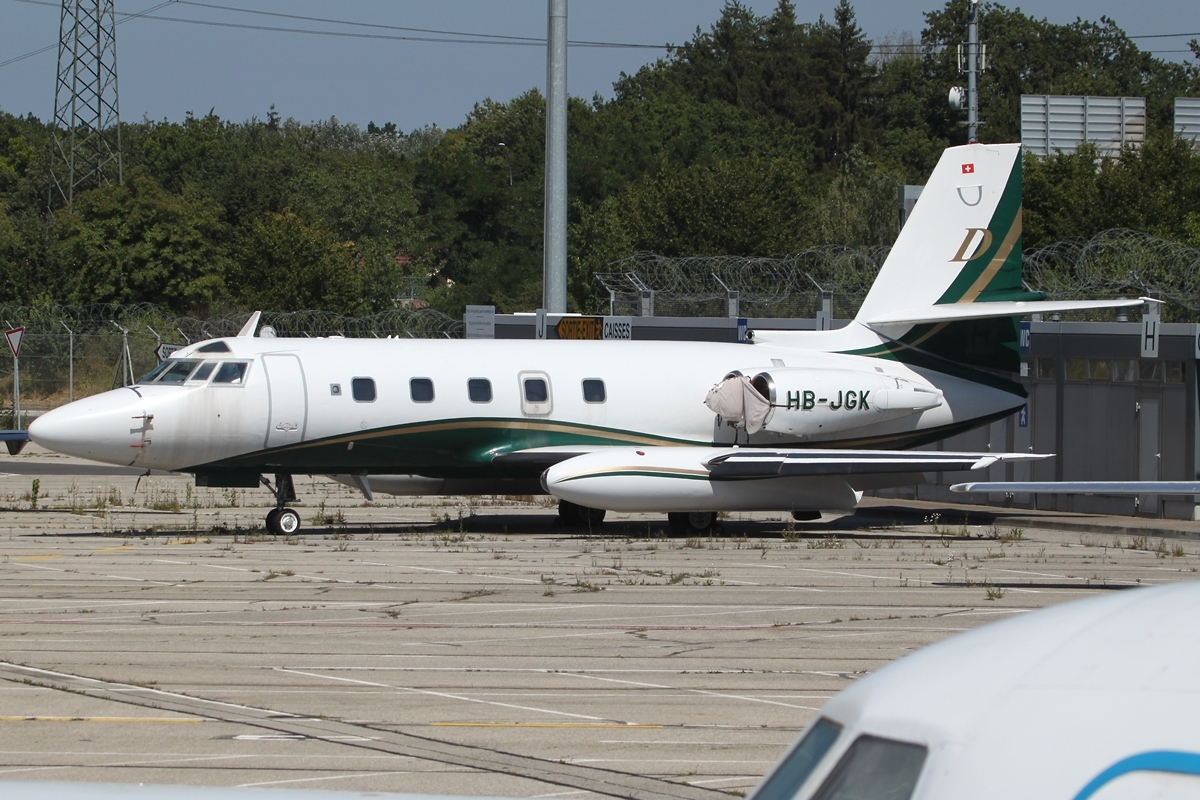
JetStar II.

La modernisation JetStar 731 est menée en accord avec Lockheed : le constructeur fournit à AiResearch des données techniques facilitant son travail, en échange, Lockheed a le droit de réutiliser les travaux faits par AiResearch, notamment la conception des nouvelles nacelles de moteurs, sur de nouveaux exemplaires. C'est de toute façon une bonne affaire pour Garrett (maison-mère de AiResearch), qui a ainsi l'opportunité de vendre des TFE731 supplémentaires. Ainsi, Lockheed relance la production et 40 nouveaux exemplaires désignés JetStar II sortent d'usine entre 1977 et 1979.
En plus de reprendre de série les améliorations apportées par AiResarch sur la version 731 (nouveaux moteurs, nacelles et réservoirs auxiliaires en position basse) qui conduisent à une réduction de 39 % de la consommation, le JetStar II comprend bien d'autres modifications. La construction de la cellule fait appel à un nouvel alliage moins sensible à la corrosion et à la fatigue. Par ailleurs, le système électrique est modernisé, et la pressurisation et la climatisation sont maintenant gérées par deux systèmes redondants.
Même avec ces moteurs, le JetStar reste un avion bruyant, et à partir des années 1980, les normes plus sévères sur le niveau de bruit des aéronefs commencent à pousser à la retraite les appareils de ce type.

### AAI FanStar
Un deuxième projet de re-motorisation est lancé dans les années 1980, cette fois sans succès, par la société AAI (American Aviation Industry). Le JetStar redevient biréacteur, comme le premier prototype : il s'agit de remplacer chaque paire de réacteurs par un General Electric CF34 moderne, à haut taux de dilution. La réduction de consommation est telle que l'avion doit gagner encore 1 400 km d'autonomie par rapport à un JetStar 731, et devenir capable de certains vols transatlantiques. AAI pense acheter des JetStar d'occasion, les re-motoriser, et les proposer comme alternative moins couteuse aux avions d'affaires plus modernes. AAI obtient le soutien de General Electric pour ce projet. Un appareil qui n'avait pas été concerné par la re-motorisation TFE731 est ainsi modernisé et vole en 1986. Néanmoins, faute de clients, le programme n'est pas poussé jusqu'à la certification. L'échec de ce projet se finit par un procès entre GE et les dirigeants d'AAI, s'accusant mutuellement de ne pas avoir respecté leurs engagements. GE perd le procès,,. L'avion sera finalement démantelé.

## Carrière du JetStar

### Dans les forces armées américaines

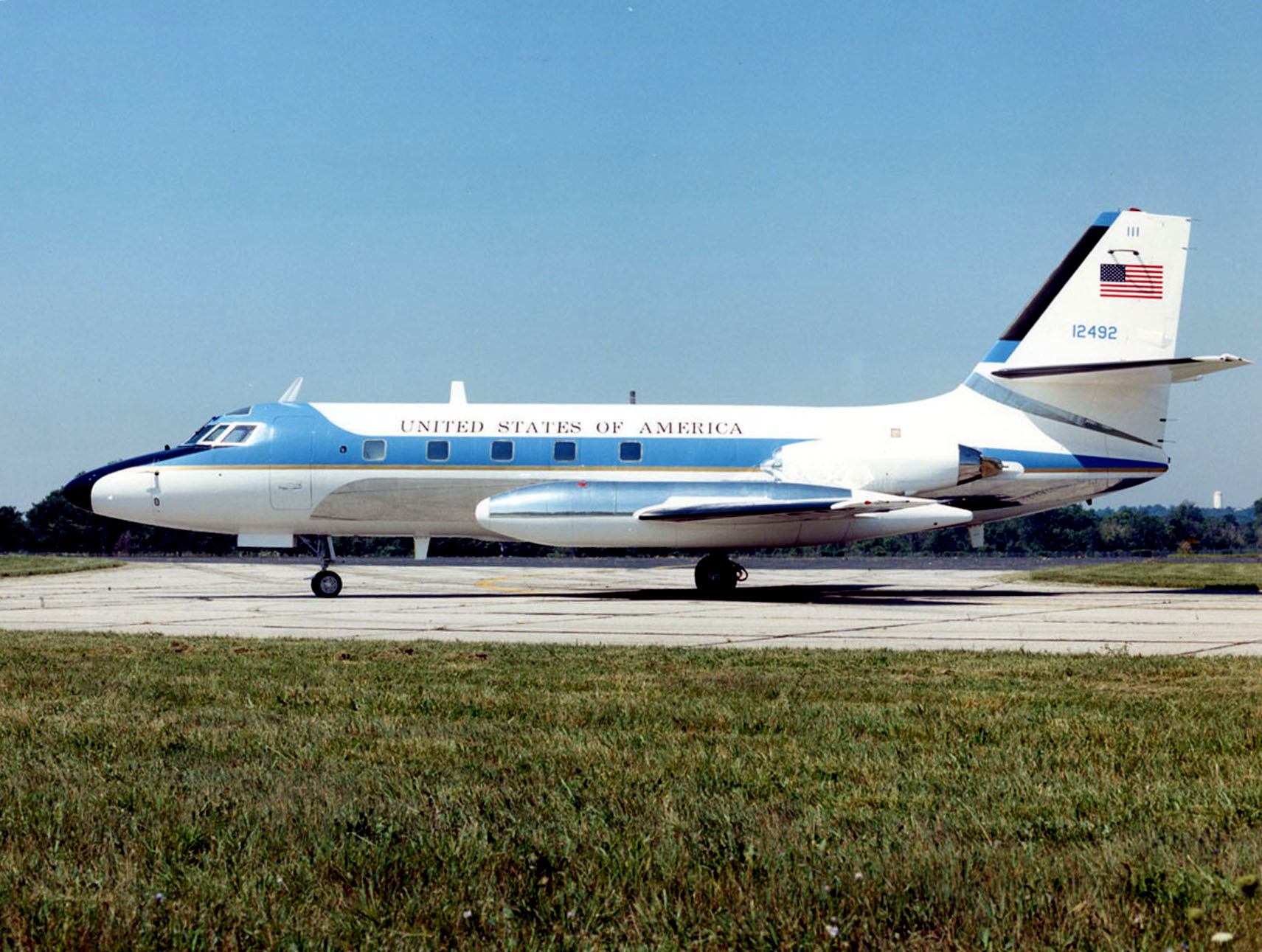
VC-140B.

L'US Air Force a acheté des JetStar, mais en petit nombre (seize au total), très loin des centaines évoquées au lancement du programme UCX, qui a été abandonné. Le Sabreliner de North American, plus petit et moins couteux, a été préféré pour les missions de formation.
- Cinq avions, sous la désignation C-140A, sont entrés en service à partir de 1962. Ils étaient destinés à l'inspection des aides à la navigation : leurs équipages contrôlaient la conformité des systèmes des aéroports utilisés par l'USAF à travers le monde[44].
- Cinq autres, les C-140B, servaient à des besoins de transport léger pour l'USAF[43].
- Six appareils désignés VC-140 étaient aménagés pour le transport d'officiers supérieurs et de personnalités. Sans avoir le titre d'avion présidentiel, ils ont occasionnellement transporté les présidents de Richard Nixon à Ronald Reagan[45]. Cela leur a valu d'être parfois surnommés Air Force One half[46].

Pour les missions de transport, les JetStar ont succédé à des avions à piston conçus avant la guerre : vers 1960 l'USAF utilisait encore un millier de C-47, y compris pour le transport des officiers supérieurs.
Les C-140A étaient parfois utilisés dans des zones de guerre, ils ont même, pendant la guerre du Viêt Nam, reçu une peinture de camouflage. Dans les années 1980, les JetStar de l'USAF, devenus obsolètes (d'autant qu'ils n'ont pas bénéficié de la modernisation JetStar 731) ont été retirés au profit du Gulfstream III, désigné C-20 par les militaires.

### Autres armées et agences gouvernementales

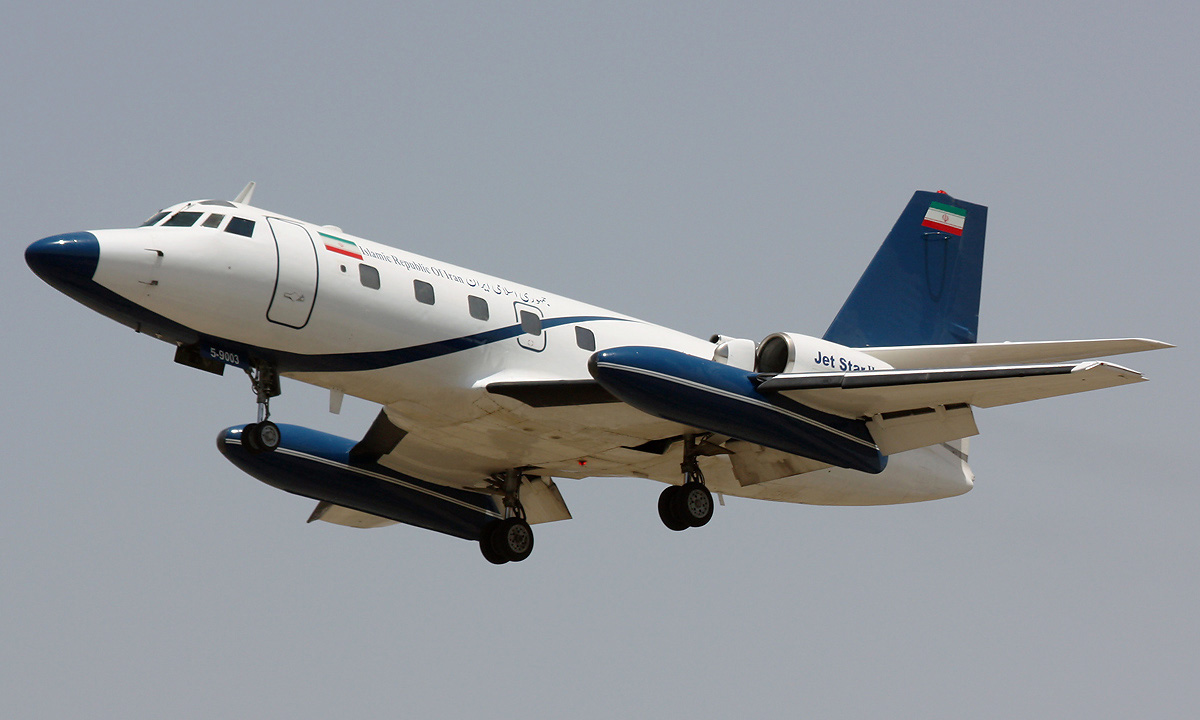
Le JetStar irakien réfugié en Iran durant la guerre du Golfe volant sous cocarde iranienne en 2009.

Des JetStar ont été utilisés par les armées de l'air de l'Allemagne de l'Ouest, du Mexique, de l'Arabie Saoudite, six pour l'Irak en 1990, du Koweït, et de la Libye. Tous ces appareils ont principalement été utilisés pour le transport diplomatique.
Transports Canada (agence gouvernementale, mais civile) possédait trois JetStar dans les années 1980. Ces avions étaient utilisés pour le déplacement des personnalités canadiennes, dont le premier ministre,.
L'armée de l'air iranienne a également possédé deux JetStar II, achetés et livrés avant la révolution islamique. L'un d'entre eux s'est écrasé au nord de l'Iran en 1995, tuant ses douze occupants, dont son commandant en chef. Un des appareils irakiens s'est réfugié en Iran lors la guerre du Golfe de 1991 et a été réquisitionné par ce pays.

### Opérateurs privés

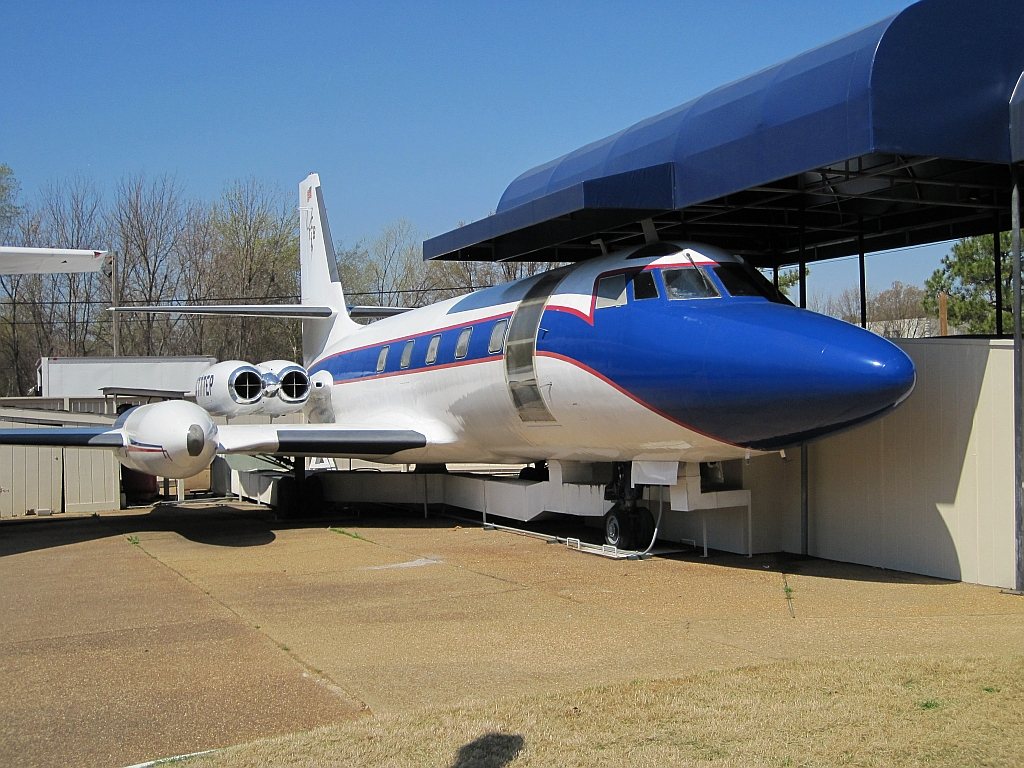
Lockheed JetStar Hound Dog II ayant appartenu à Elvis Presley.

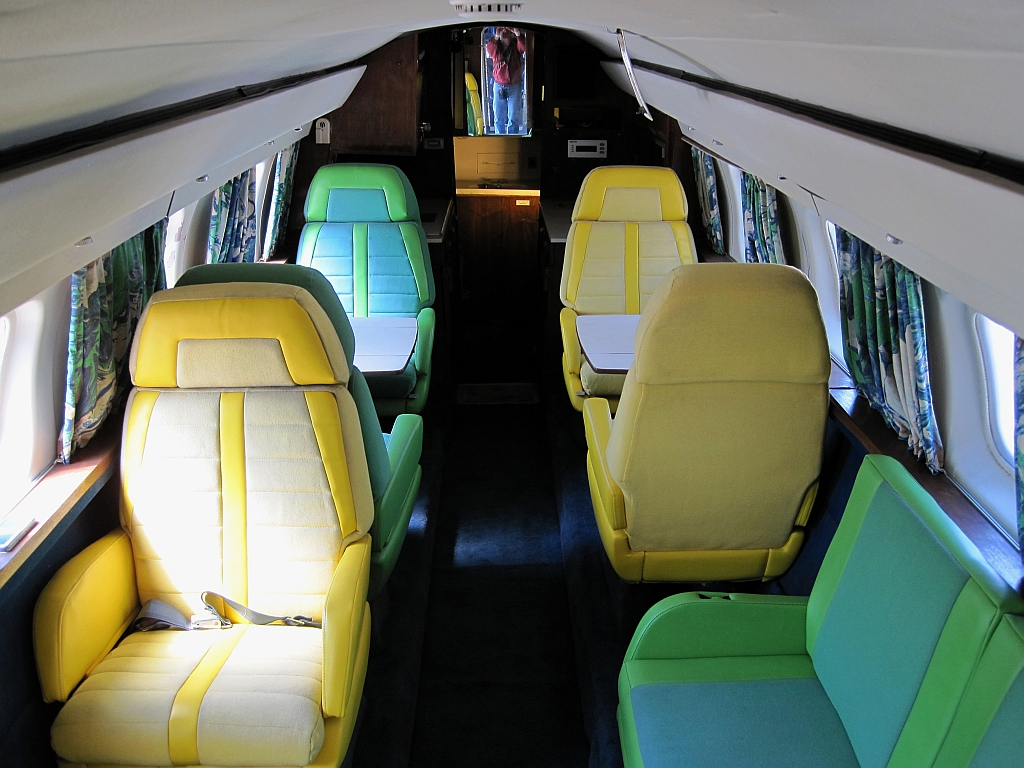
Cabine du Hound Dog II d'Elvis Presley.

La plupart des JetStar produits sont utilisés pour les déplacements d'affaires. Beaucoup appartiennent à des compagnies de location d'avions. Jusqu'en mars 1965, 44 avions ont été vendus sur le marché commercial des États-Unis. Lockheed peut d'ailleurs se vanter de compter parmi ses clients d'autres compagnies aéronautiques. La direction de McDonnell, son concurrent malheureux à l'origine du projet, vole en JetStar, tout comme celle de Martin. On trouve aussi, parmi les utilisateurs, de nombreuses compagnies pétrolières, ou encore le géant céréalier General Mills,. Si l'aviation d'affaires, à cette époque, reste un marché concentré aux États-Unis, des entreprises canadiennes en possèdent aussi : Royal Bank of Canada, Cathton Holdings, Allarco Group et Trans Canada Pipelines possédaient chacune un appareil dans les années 1980. En Europe, le groupe industriel allemands Krupp et l'énergéticien italien Snam comptent parmi les premiers clients.
Des JetStar ont appartenu à diverses célébrités. Elvis Presley a possédé deux Lockheed JetStar à des moments différents. Le deuxième, aujourd'hui exposé à Graceland, fut son principal avion jusqu'à l'acquisition du Lisa Marie (un Convair 880). Bob Hope en a également possédé un.
Un avion a également appartenu à la société Medjet International, spécialisée dans l'évacuation sanitaire, aménagé comme « ambulance volante ». Le dernier JetStar civil actif, qui appartenait à une famille de Floride, a été retiré du service en décembre 2019, et donné à un musée situé à Atlanta.

### Avion d'essai de la NASA

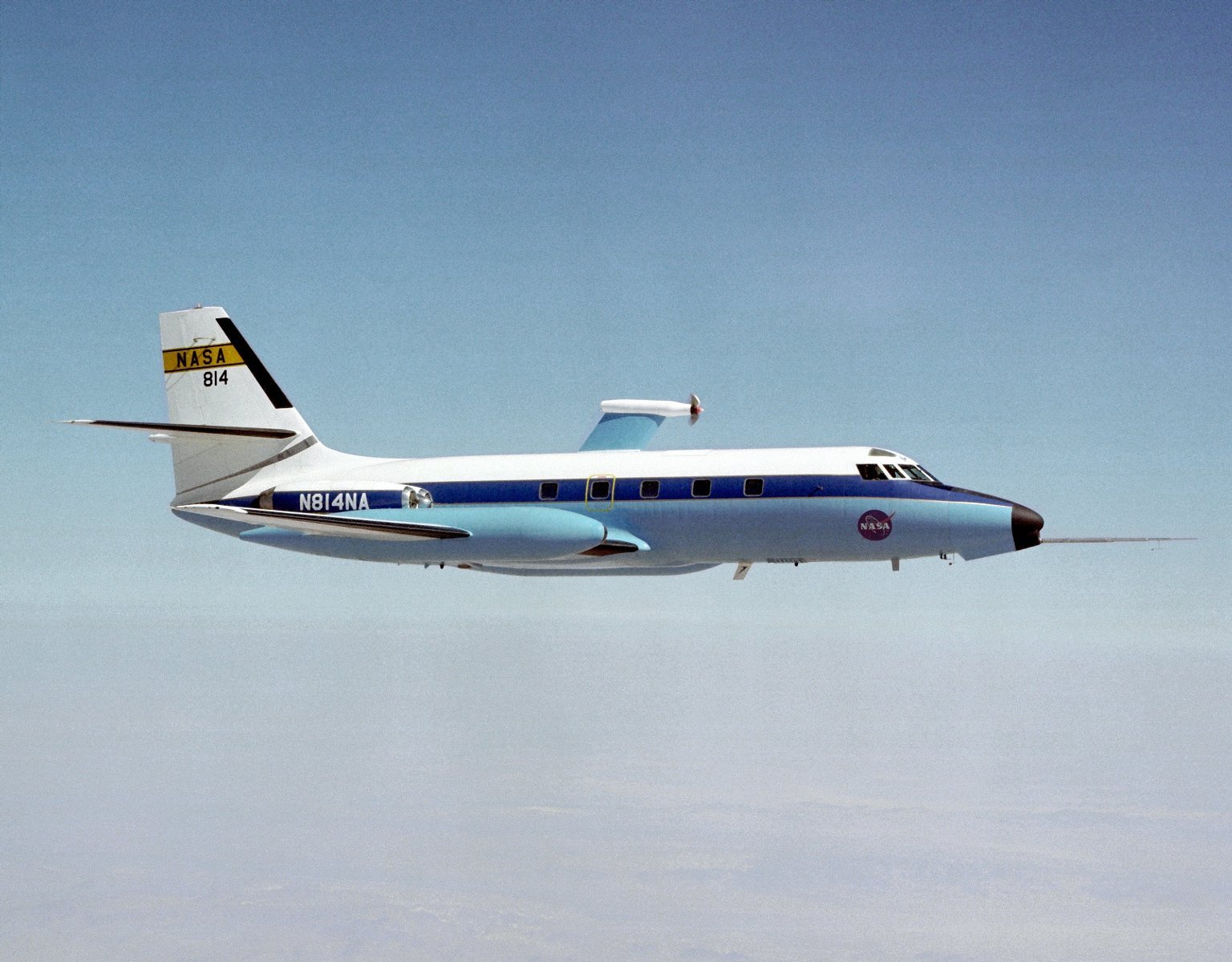
L'avion de la NASA, avec une petite hélice en test en 1981.

Le Neil A. Armstrong Flight Research Center, à l'époque appelé Dryden Flight Research Center, qui fait partie de la NASA, a fait l'acquisition du JetStar utilisé par Jacqueline Cochran pour son vol record du 22 avril 1962 en 1964. Cet avion a été utilisé pour des essais en vol et au sol variés. Il a par exemple été équipé d'un pylône dorsal sur lequel a été monté un turbopropulseur, pour des mesures de bruit. Dans d'autres expérimentations, il a volé comme un planeur, moteurs éteints, pour des mesures du bruit aérodynamique. Retiré en 1989, cet appareil est maintenant exposé à Palmdale en Californie.

## Sécurité
Treize JetStar ont été perdus, dont sept dans des accidents mortels. En autre, 4 irakiens sont détruis durant la guerre du Golfe.
| date             | lieu                                     | avion concerné      | service                                          | notes | morts/ occupants | sources |
| ---------------- | ---------------------------------------- | ------------------- | ------------------------------------------------ | --- | ---------------- | ------- |
| 7 novembre 1962  | Robins Air Force Base                    | C-140A-LM, 59-5961  | Militaire (USAF)                                 | Accident à l'atterrissage. | 5/6              | [ 62 ]  |
| 16 janvier 1968  | Aéroport de Brême                        | JetStar I, CA+102   | Militaire (Luftwaffe)                            | Collision avec un Piaggio P.149. L'équipage du JetStar survit, mais les deux occupants du Piaggio sont tués.                                                                                                   | 0/2              | [ 63 ]  |
| 27 décembre 1972 | Saranac Lake                             | JetStar I, N400M    | Vol d'affaire, Fluor Corp.                       | Mauvaise visibilité, erreur de navigation liée aux instruments. L'avion s'écrase pendant l'approche. | 3/3              | [ 64 ]  |
| 25 mars 1976     | Aéroport international Midway de Chicago | JetStar I, N1EfM    | International Air Service                        | L'avion ne parvient pas à décoller et le pilote prend trop tard la décision d'annuler le décollage. L'appareil finit par percuter un bâtiment entraînant la mort des quatre occupants (équipage et passagers). | 4/4              | [ 65 ]  |
| 11 février 1981  | Aéroport du comté de Westchester         | JetStar 731, N520S  | Texasgulf Aviation                               | Défaillance du système électrique pendant l'approche. L'avion s'écrase dans une zone boisée. | 8/8              | [ 66 ]  |
| 16 janvier 1983  | Tripoli (Libye)                          | JetStar II, 5A-DAR  | Gouvernement Libyen                              | Le contact de l'avion a été perdu trois minutes après le décollage, l'épave n'a jamais été trouvée. | 2/2 ?            | [ 67 ]  |
| 6 janvier 1990   | Aéroport international de Miami          | JetStar 731, N96GS  | Grecoair                                         | Surchauffe d'un moteur au décollage, le pilote prend la décision erronée d'annuler l'atterrissage alors que l'avion a atteint la vitesse de décrochage.                                                        | 1/2              | [ 68 ]  |
| 5 janvier 1995   | Approche d'Ispahan                       | JetStar II, 1003    | Force aérienne de la République islamique d'Iran | Dépressurisation, tentative d'atterrissage d'urgence. Aucun survivant, le commandant en chef de l'armée de l'air figure parmi les passagers.                                                                   | 12/12            | [ 69 ]  |
| 15 novembre 1995 | Aéroport international de Guadalajara    | JetStar 731, XA-MIK | TAESA                                            | Sortie de piste à l'atterrissage, due à une défaillance du système hydraulique. | 0/9              | [ 70 ]  |
| 27 novembre 1998 | Aéroport Robert Mueller, Austin          | JetStar II, N787WB  | Banair                                           | Défaillance de la direction du train avant, causant une sortie de piste à l'atterrissage. | 0/3              | [ 71 ]  |
| 24 octobre 2005  | Aéroport d'affaires de Fort Lauderdale   | JetStar II, N375MD  | GLE Aircraft                                     | Avion stationné, très endommagé par l'ouragan Wilma. | 0/0              | [ 72 ]  |
| 10 mars 2006     | Aéroport de Dallas Love Field            | JetStar I, N116DD   | CL Joekel                                        | Sortie de piste à l'atterrissage. | 0/3              | [ 73 ]  |

## Postérité

### Avions exposés

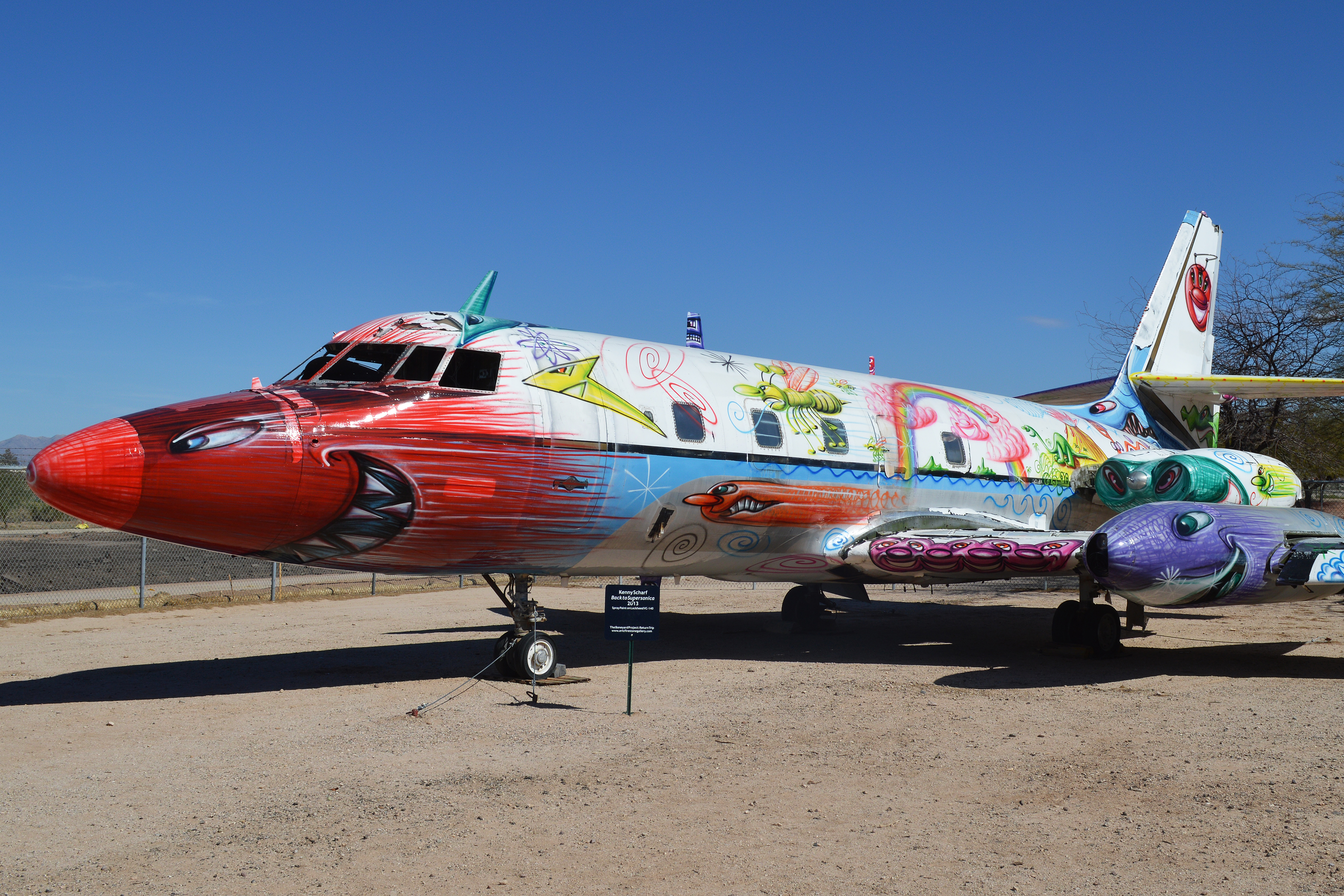
Au Pima Air and Space Museum, ce VC-140B est devenu Back to Supersonica, signé Kenny Scharf.

Le musée de l'aviation de Seattle conserve l'un des deux prototypes à l'origine du projet, distinct des appareils de série par la configuration biréacteur (deux Orpheus britanniques) et l'absence des réservoirs supplémentaires sur les ailes.
Le Pima Air and Space Museum, à Tucson expose un VC-140B, dans sa livrée militaire d'origine. Il possède plusieurs autres JetStar (venant aussi de l'USAF) sortis du cimetière d'avion de Tucson dans le cadre d'une opération artistique appelée The Boneyard Project – Return Trip. Lancé par l'artiste Eric Firestone, ce projet a transformé des avions du cimetière, dont plusieurs JetStar, en supports d'art contemporain.
Sur l'aéroport de Toulouse-Blagnac, 3 appareils subsistent : l'un d'eux est stationné depuis de nombreuses années sur le parking de l'aéroport, les deux autres appartiennent au Lycée Saint-Exupéry ; le premier est utilisé en intérieur pour la formation des élèves et le deuxième est stocké à l'extérieur.

### Cinéma
Dans le film Goldfinger (1964), l'avion privé d'Auric Goldfinger, adversaire de James Bond, est un Lockheed JetStar piloté par Pussy Galore. Des JetStar apparaissent dans quelques autres films, comme Cliffhanger : Traque au sommet, en 1993, où un tel avion est détourné, ou dans le film érotique de 1977 Black Emanuelle en Amérique.